# La Campana (Colima)
La Campana es un yacimiento arqueológico considerado en la lista del patrimonio arqueológico mexicano desde 1917. Se localiza en la ciudad de Villa de Álvarez, Colima. Este sitio fue el núcleo prehispánico de mayor población en el occidente de México. A través de los estudios se sabe que algunas de las características de este asentamiento están relacionadas con la cultura Teotihuacana durante el periodo Clásico. 
En el sitio se han encontrado vestigios de la fase cerámica denominada capacha, que data del año 1500 a. C.. Destaca la presencia de tumbas de tiro, ofrendas de cerámica, sistemas de drenaje pluvial, avenidas y un centro administrativo y religioso con numerosos monumentos. Los descubrimientos de La Campana fueron expuestos al público por primera vez en 1995. Los españoles descubrieron La Campana en 1524 cuando esta era conocida como Almoloyan, o lugar de fuentes o manantiales.

## Historia
El sitio tiene su origen en épocas muy tempranas, hay vestigios de la fase cerámica denominada capacha, del Preclásico Temprano de Mesoamérica. La evidencia arquitectónica en la superficie corresponde al horizonte Clásico (200 - 900 d. C.) Su máximo esplendor fue el periodo comprendido entre el 700 y el 900 de nuestra era.
Es importante destacar la presencia de calles, un sistema de drenaje pluvial y de un centro religioso y administrativo, con numerosos monumentos, así como áreas habitacionales, con casas fáciles levantadas sobre plataformas tanto circulares como rectangulares, con paredes de caña y lodo y techumbre de palma respondiendo a las necesidades de la región altamente sísmica.
En la economía y desarrollo de La Campana influyó su situación geográfica en el valle de Colima, pues allí fue donde convergieron tanto mercancías de lujo procedentes de las costas occidentales del centro de México, como productos agrícolas, materias primas de la región y maravillosas obras escultóricas en arcilla para su comercialización. Además cabe destacar el control que durante su apogeo ejerció sobre otros asentamientos de menor tamaño. Es probable que, según los arqueólogos, su decadencia estuviera relacionada con los terremotos que afectaron el centro ceremonial, quedando sólo algunos grupos asentados hasta el momento de contacto con los españoles. 
El sitio presenta evidencias de todo el desarrollo arquitectónico prehispánico, y en el subsuelo presenta igual complejidad arquitectónica en estructuras. En las edificaciones se emplearon cantos rodados de diversos tamaños, obtenidos de ríos, algunos de ellos muy lejanos. Para unir las piedras y levantar los muros a diversas alturas, utilizaron arcilla mezclada con restos vegetales, las superficies se cubrieron con enjarres aplanados de lodo, los cuales se sometieron a la acción del fuego para que endureciera y agarrara la calidad requerida. Como efecto de la Conquista, la población perdió mucha información de los orígenes; algunos investigadores señalan que fue un enclave de habla náhuatl, pero se sabe que también se hablaban otras lenguas, algunas pertenecientes a la familia yutonahua, en la que se engloban las siguientes lenguas: 
- Familia corachol (cora y huichol)
- Familia náhuatl (náhuatl)
- Familia pimana (pápago, tepehuán y névome)
- Familia taracahita (nuarijío, mayo, tarahumara y yaqui).

## Zona arqueológica

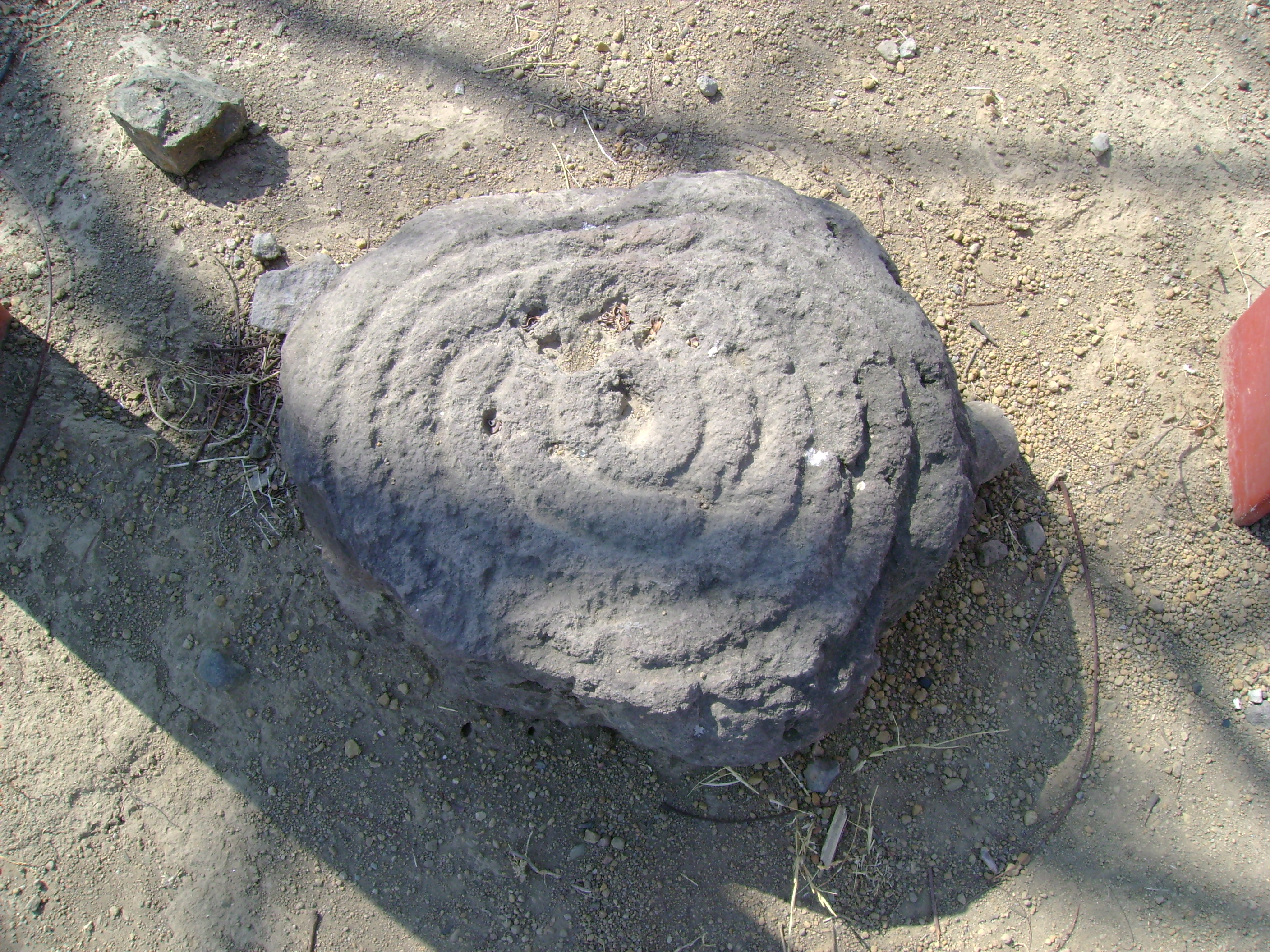
Piedra tallada en la Campana.

La Campana es sólo una porción de lo que originalmente era un asentamiento prehispánico muy importante, cuyo nombre se supone fue Almoloya. Fue un centro de control político-económico y religioso de gran tamaño, pero en el siglo XVI los franciscanos y habitantes de la región utilizaron material extraído de las plataformas prehispánicas para sus construcciones. Los primeros señalamientos formales de la existencia del sitio se debieron al Ing. José María Gutiérrez en 1917, quien además realizó un plano en el que incluyó algunas estructuras. En 1922 el Dr. Miguel Galindo Velasco inició la exploración de una de las edificaciones.
La zona arqueológica se extiende actualmente sobre 134 hectáreas entre el Río Colima y el arroyo Pereira. Cabe señalar, sin embargo, que a la fecha, los arqueólogos han podido explorar apenas el 1% del total del área. Tiene un centro ceremonial administrativo, núcleo importante de numerosos edificios monumentales; plataformas rectangulares de cuerpos superpuestos, pirámides escalonadas que sirvieron de base para enormes recintos y patios superiores, además de otros tipos de construcciones. Hay avenidas y gran cantidad de petroglifos en varios patios y plazas, en cuyos interiores es posible observar estructuras de diversas dimensiones. En el punto central del sitio hacia el norte se aprecia una avenida de 4 m de ancho definida por muros laterales de piedras, elemento de comunicación con otras poblaciones rumbo al norte. Al noroeste existen unidades habitacionales o casas tempranas y al noreste una sección tardía del asentamiento, donde destaca un juego de pelota pequeño.
La localización y distribución espacial de las estructuras corresponden a una planeación y trazo de carácter urbano. Destaca, por su monumentalidad, su centro administrativo-ceremonial. Está formado por plataformas superpuestas, en cuya parte superior existen vestigios de recintos sacros y habitacionales; y cuenta también con sistema de drenaje para evacuar las aguas pluviales. 
Es importante el sistema constructivo tan característico de la región: “piedra bola” traída de los ríos cercanos, unida con argamasa de barro y recubierta con enjarre de lodo pulido y quemado para su mayor resistencia. Las viviendas rectangulares y circulares estaban distribuidas probablemente en conjuntos habitacionales, separados por calles empedradas. Tenían diferentes dimensiones y estaban techadas con palmas y zacates de la región. La cerámica recuperada, si bien no es muy abundante probablemente por los saqueos sufridos durante décadas, ofrece sin duda interesantes datos sobre esta cultura. 
Varios entierros han sido encontrados durante la exploración, que proporcionan nuevos datos sobre ritos y costumbres funerarias. Llama la atención que los esqueletos suelen carecer de manos y pies, así como de caja torácica. La Campana, que debe su nombre a casuales descubridores que observaron un montículo parecido a una campana, es un lugar que habla de las culturas del Occidente de México. Su fechamiento aproximado es para el año 900 a. C.

### Descripción

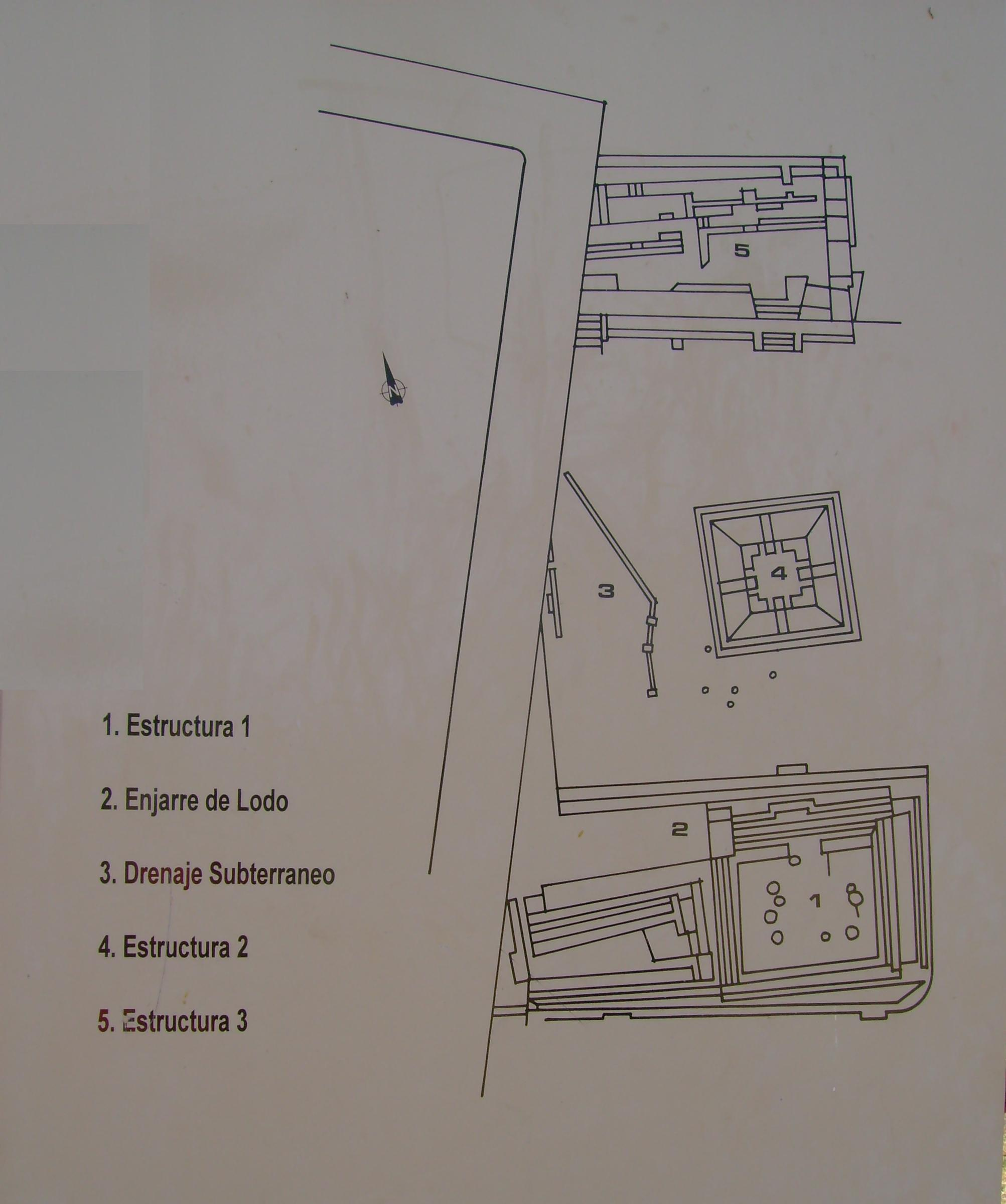
Mapa turístico en la zona arqueológica de la Campana.

La sección de La Campana explorada en la primera temporada (1995), se halla localizada en una plaza en la que existe una red de drenaje con pozos de decantación para desalojar el agua de lluvia. Destacan importantes estructuras como el Edificio 1 formado por plataformas superpuestas escalonadas, al frente, una escalinata adornada con cubos de piedra a manera de alfarda. En la parte superior hay un amplio recinto, al interior se observan círculos que definen pozos en cuyo interior se guardaban granos y cenizas de personas importantes, quizá sacerdotes o guerreros muertos en batalla. Al centro, domina este espacio sagrado un adoratorio piramidal; sus características arquitectónicas lo convierten en un edificio único levantado sobre tres plataformas escalonadas, la forma del talud semeja la silueta del Volcán de Fuego, que era objeto de importante culto en esa época. En los costados de la estructura se localizaron restos óseos humanos ofrendados con el fin de sacralizar el edificio. 
El tercer edificio, levantado también sobre plataformas superpuestas, posee dos accesos que permiten el ascenso a la parte superior que tiene espacios definidos por muros. Sus funciones estaban relacionadas con el culto religioso privado de los sacerdotes que realizaban rituales en el centro ceremonial. Las edificaciones descubiertas en 1996 aparecen en una enorme plaza de nivel superior al de la sección explorada en 1995, construida con rellenos de piedra y tierra sobre edificios de épocas anteriores. Esta sección presenta dos enormes plataformas orientadas del este al oeste, sobre las que se levantan una serie de altares y pequeños recintos ceremoniales a los que se asciende por medio de escalinatas. En sus escombros se hallaron ofrendas de personas modestas, que aún careciendo de riquezas evocaban los tiempos de esplendor de la urbe y buscaban la protección de las deidades que allí habitaban. 
En el lado Este, dos grandes estructuras piramidales presiden el conjunto. La que aparece en el medio tiene sólo tres niveles, ya que el cuarto se perdió al realizar una construcción moderna en la parte superior; se levanta sobre una base rectangular de 25 m por lado y muestra al centro una escalinata adornada con alfardas laterales. Combina muros en talud con pasillos intermedios entre los diferentes cuerpos que la conforman. En la parte superior existía un recinto o santuario en donde probablemente los sacerdotes, alejados del resto de los hombres, realizaban muchos rituales. Esto se deduce debido a la cantidad de ofrendas y artefactos encontrados en la zona. 
En el otro edificio paralelo, de grandes muros ataludados, se localizó en 1996 parte de los muros que definían el recinto respectivo. Entre ambas edificaciones se construyó un juego de pelota, en el que se practicaba en una estrecha cancha orientada de este a oeste, definida por dos taludes laterales con un muro vertical en la parte superior que termina abajo en una pequeña banqueta. 
Importantes fueron los hallazgos con los ritos funerarios, relacionados con la interpretación de la vida prehispánica después de la muerte. Se localizaron varias tumbas de tiro, con diversos objetos como ofrendas, de tipo doméstico y ceremonial, destinados a acompañar al difunto en su viaje por el inframundo. Hoy en día, en la zona arqueológica de La Campana como en muchas más de la región del Occidente de México existía la tradición de las Tumbas de Tiro, se puede ver una de estas tumbas de tiro cerca de la Estructura 6 en la zona. Destaca la tumba N° 7, que además de la bóveda en donde fueron enterrados diversos fragmentos de los cuerpos humanos, presenta un pasillo escalonado e importantes ofrendas entre las que destacan un perro y una máscara esculpida de barro.

### Estructura 1
Se encuentra localizada al sur de la plaza y su base es de 52 por 36 m; es de grandes dimensiones y su edificación es a base de plataformas superpuestas y escalonadas. Remata en un recinto sagrado de forma rectangular, en cuyo interior existen varios círculos con funciones probablemente rituales. Su acceso presenta amplios escalones ornamentados por cuatro cubos. Llama la atención el que la altura de los escalones varía: Los primeros son notablemente más altos que los siguientes. Después de su abandono continuó siendo objeto de culto, lo que se infiere por los restos óseos humanos encontrados a manera de ofrendas. En la estructura 1 se encuentra también el enjarre de lodo, lugar donde quedaron evidencias del enjarre o aplanado cocido que cubría los muros y pisos de los edificios monumentales. Es posible que sobre el enjarre existieran motivos decorativos, realizados con pigmentos de minerales y tierra de diferentes colores provenientes de la región. Muestras de enjarre se pueden ver también en la parte inferior del acceso este de la estructura 3. A simple vista se observan pequeñas partículas de zacate, mezcladas con el lodo, cuya función es principalmente desgrasante.

### Estructura 2
Está localizada al centro de una plaza y su base es de 20 por 20 m. Su forma presenta un juego de volumen y geometría que muestra una silueta esbelta y única en su tipo. Este edificio es un adoratorio típico de la arquitectura prehispánica de Colima. Se erige sobre tres plataformas cuadradas y escalonadas. Presenta un hermoso cuerpo en talud con cuatro accesos escalonados; estas conducen a la parte superior que es una plataforma cuadrada sobre la cual se realizan diferentes actividades rituales dedicadas a los dioses. En su base se encontraron entierros a manera de ofrendas.

### Drenaje subterráneo

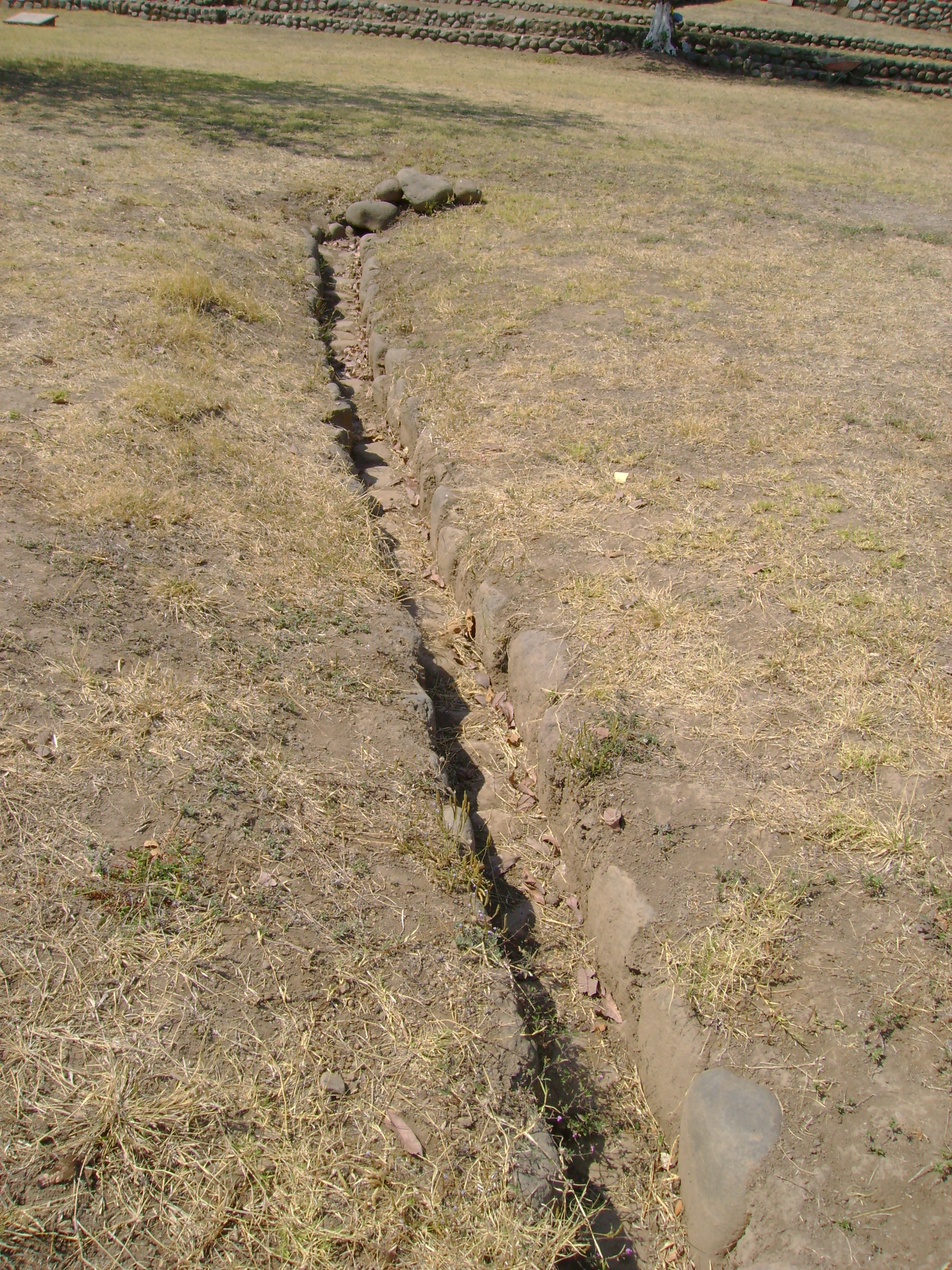
Drenaje subterráneo.

A un lado de la Estructura 2 del complejo arqueológico de la campana se encuentran algunas piedras talladas. Aquí también puede observarse parte del sistema subterráneo; realizado para recolectar y evacuar el agua de las lluvias. Originalmente estaba cubierto con piedras. Su trazo sigue el entorno de los edificios.

### Estructura 3
Se encuentra localizada al noroeste de la plaza y su base es de 43 por 9 m; es de grandes dimensiones y su edificación es a base de plataformas superpuestas y escalonadas similares a la de la Estructura 1. Posee dos accesos para poder subir a la parte superior y su elevación no supera los 3 metros. En su base se encuentran huecos donde se supone corría agua y se podía almacenar semillas para alimento. Este recinto está ligado a la vida sacerdotal en La Campana pues en su interior los mismos sacerdotes se dedicaban a hacer ritos, además de ser su lugar de hospedaje.

### Estructura 4
Se encuentra localizada al sureste de la plaza y su base es de 60 por 24 m; es de grandes dimensiones y su edificación es a base de plataformas superpuestas y escalonadas. Posee de 3 diferentes accesos para poder subir a la parte superior y tiene una importante elevación con sistema de evacuación de aguas para la lluvia. Es importante recalcar que todo parece indicar que esta zona en realidad eran las viviendas de las gentes nobles que se pudieron extender en línea vertical por todo el noreste, la Estructura 4 cuenta con 11 cuartos medianos, en la antigüedad debió haber estado techada con hojas de palma sostenida por troncos de diferentes tipos. Se extiende también un acceso a la Estructura 5, y frente a la Estructura 4 existe una plaza con una pequeña construcción con fines rituales, así como un reloj solar a la entrada de la Estructura 5.

### Estructura 5

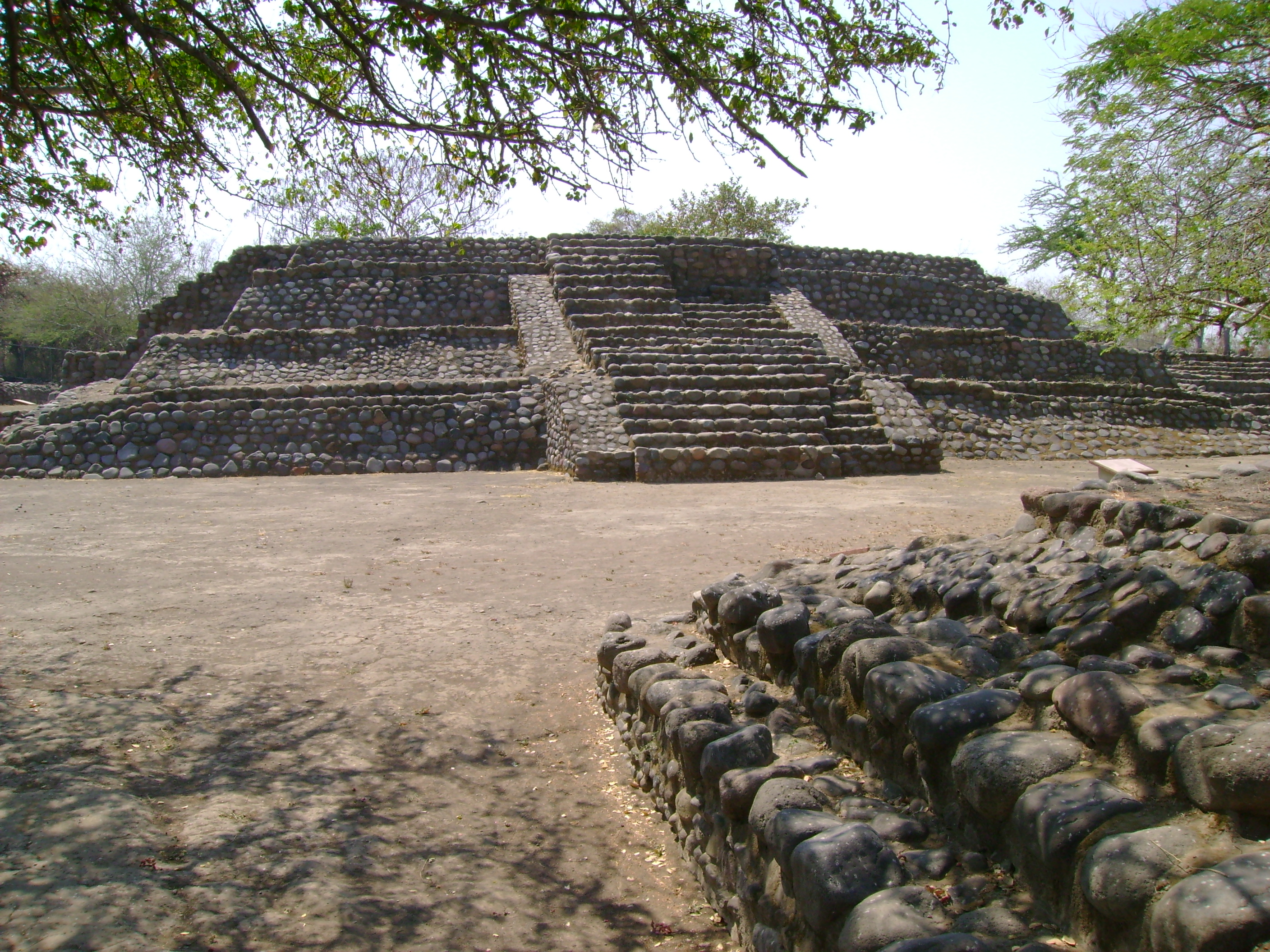
estructura 5

Edificio piramidal de forma cuadrada que domina al conjunto urbanístico y que su base mide 26 por 31 m. Constituye una muestra de la arquitectura monumental prehispánica, la cual es resultado del trabajo, voluntad social y creatividad artística de sus constructores. La estructura original contaba de varios cuerpos superpuestos, pero en la actualidad sólo se conservan tres. Sobre el imponente basamento encumbrado sobre el resto de las edificaciones se encontraba un templo en donde se rendía culto a una importante deidad que representaba a las fuerzas míticas de los fenómenos naturales. En el interior se encuentra otra construcción correspondiente a una época más antigua. Se observan modificaciones tardías en la parte izquierda del edificio.

### Estructura 6
Este edificio se caracteriza por sus enormes taludes y por pasillos que definen diferentes cuerpos; su forma y orientación obedecen a conceptos geométricos y astronómico-religiosos mesoamericanos. En su parte alta existen plazas, la sección inferior del templo tiene accesos escalonados y es el lugar en donde los sacerdotes llevaban a cabo sus ritos mágicos. Su orientación permitía observar sin obstáculos la salida y puesta del sol en fechas importantes de su calendario religioso. Fue utilizado y modificado también en algunos grupos prehispánicos tardíos. Su base mide 24 por 16 m.

### Juego de pelota
Entre las estructuras 6 y 5 se encuentra el Juego de pelota, de base de 16 por 8 m; espacio definido por un patio rectangular, orientado sobre el eje Este-Oeste y delimitado por dos estructuras laterales de gran importancia. En este lugar se practicaba el tlalchi, juego de pelota ritual cuyo desarrollo tenía trascendencia político-religiosa y un simbolismo asociado a la fertilidad. Aún después de abandonada, la urbe, continuó siendo un espacio de culto, el cual se llevaba a cabo mediante sencillas ofrendas que eran depositadas en los escombros que lo cubrían.

### Estructura 11
Adoratorio piramidal de base cuadrangular con cuatro accesos escalonados y que mide 24 por 9 m. Su orientación responde a la conjugación de principios arquitectónicos basados en formas geométricas con elementos astronómicos y el simbolismo asociado a los puntos cardinales. En su parte superior existió una especie de pequeña plataforma en donde se efectuaron ceremonias religiosas y políticas del culto prehispánico; en este edificio se detectaron dos épocas constructivas. La primera correspondiente al periodo Clásico (100 a. C. a 500 d. C.). Posteriormente se efectuaron modificaciones entre los años 700 y 900500 d. C.. 

### Estructura 12
La Estructura 12 consiste en una plataforma proyectada de manera notable, pues define a la plaza central, y a la vez constituye un elemento de comunicación con otra plaza situada al norte. A partir de ella se levantaron recintos y templos, posiblemente con el objeto de guardar los objetos materiales usados en los ritos. Por los vestigios que en él se actualmente se encuentran y observan, esta plataforma pudo haber sido la morada de quienes se dedicaban al culto religioso. 

### Pirámide del Cascabel
Es una estructura que posee en la parte inferior del acceso 1 un cascabel de serpiente esculpido en piedra, cuya forma simbólica está relacionado con el culto acuático. La serpiente formaba parte de la representación del dios del agua (Tláloc), y estaba asociada con las nubes, la lluvia y el rayo. Se suponía que este último era una serpiente de fuego que pasaba por toda la zona y que al caer se hundía en la tierra. Representaciones similares se han encontrado en los templos de la cultura teotihuacana.

## Acceso a la zona arqueológica
La zona arqueológica de La Campana se encuentra al norte de la ciudad de Colima, en el municipio de Villa de Álvarez; ubicada a un costado de la Avenida Tecnológico de este municipio colimense. Las visitas a la zona arqueológica son de martes a domingo de 9:00 a 17:00 horas.